# St. Marys Point
St. Marys Point – miasto w Stanach Zjednoczonych, w stanie Minnesota, w hrabstwie Washington.